# Aeroporto di Antofagasta
L'Aeroporto Nazionale Andrés Sabella (in spagnolo Aeropuerto Andrés Sabella) è uno scalo aereo cileno che serve la città di Antofagasta, capoluogo della regione omonima. È situato a 10 km a nord della città.